# Wycombe Marsh
Wycombe Marsh é uma área da cidade de High Wycombe no condado de Buckinghamshire, Inglaterra. Encontra-se no rio Wye e na estrada A40, aproximadamente 2,4 km a sudeste do centro da cidade de High Wycombe e aproximadamente 1,6 km a noroeste de Loudwater. Wycombe Marsh está na ala Ryemead de High Wycombe, que tinha uma população de 7188 no Censo de 2011.

## Características
Wycombe Marsh é o lar do Parque de varejo de Wycombe (Wycombe Retail Park), cujas lojas incluem Currys PC World, Marks & Spencer, Argos, Wickes e Pets at Home. Existem várias áreas residenciais, incluindo Wye Dene. A área é servida pela Escola infantil e jardim de infância de Marsh (Marsh Infant School and Nursery) e três pequenas igrejas.
Wycombe Marsh também fica na seção abandonada da Ferrovia Wycombe entre High Wycombe e Bourne End, inaugurada em 1854 e fechada em 1970. Os trilhos da ferrovia ainda podem ser encontrados na área.

## História
A localização de Wycombe como um vale bem irrigado protegido por um terreno mais alto significava, que era favorável a assentamentos pré-históricos, dos quais vestígios foram encontrados em Wycombe Marsh datando da Idade do Bronze.
Nos séculos anteriores, Wycombe Marsh abrigava fábricas e se dedicava à fabricação de papel. No século XXI, Wycombe Marsh passou por uma grande reforma. Terrenos brownfields, como as obras redundantes de tratamento de esgoto da Thames Water, foram convertidos em um parque de varejo e, mais recentemente, em um conjunto habitacional.